# Frodoichthys
Frodoichthys is een geslacht van uitgestorven straalvinnige beenvissen, waarschijnlijk behorend tot de Halecomorphi. Het leefde in het Midden-Trias (Anisien, ongeveer 245 - 242 miljoen jaar geleden) en zijn fossiele overblijfselen zijn gevonden in China.

## Naamgeving
De typesoort Frodoichthys luopingensis werd door Sun Zuoyu, Andrea Tintori, Cristina Lombardo en Jiang Dayong benoemd in 2016, op basis van fossiele overblijfselen nabij het dorp Dawazi (provincie Luoping, provincie Yunnan), gevonden in het zuiden van China in de Guanlingformatie die dateert uit het Anisien. De geslachtsnaam Frodoichthys verwijst naar het fictieve personage Frodo - een hobbit, een klein wezen uit het boek Lord of the Rings van J.R.R. Tolkien - en ichthys, het Griekse woord voor vis. Er is voor Frodo gekozen vanwege de geringe afmetingen van de vis. De soortaanduiding is een verwijzing naar de herkomst uit Luoping. 
Het holotype is GMPKU-P-1743, een skelet. Als paratypen zijn aangewezen de specimina GMPKU-P-1744 en GMPKU-P-1351.

## Beschrijving
Deze kleine vis was meestal niet langer dan vier centimeter. Het lichaam was vrij compact, met een relatief grote kop en een korte snuit. De rugvin bevond zich net achter het midden van het lichaam, terwijl de anaalvin zich iets verder naar achteren bevond. De buikvinnen stonden direct onder de rugvin en waren klein van formaat, terwijl de staartvin tweelobbig was. Frodoichthys wordt gekenmerkt door een vrij kort en breed schedeldak, met dermale botten die voornamelijk versierd waren door ophopingen van ganoïne of door vage richels. De neusbeenderen waren groot en mediaal aan elkaar gehecht. Er was ook een enkele rij van vijf of zes suborbitalen, die zich naar voren uitstrekten onder de oogkas. De poriën van het sensorische kanaal waren goed ontwikkeld, met uitzondering van die voor de infraorbitale organen. Het bovenkaaksbeen was voorzien van een kort voorste articulair uitsteeksel, dat als hefboom diende om de kaak te doen uitstulpen, terwijl het sensorische kanaal van het preoperculare openingen had nabij de achterste rand van het bot. Het quadratojugale was druppelvormig en bedekt met ganoïne. Het interoperculum was driehoekig en langwerpig, met een stekelige posteroventrale rand. De schubben van Frodoichthys waren glad met een gekartelde achterrand.

## Fylogenie
Frodoichthys was waarschijnlijk een basale vertegenwoordiger van de Halecomorphi, een grote groep vissen die het hoogtepunt van zijn diversificatie bereikte tijdens het Mesozoïcum, maar die momenteel alleen wordt vertegenwoordigd door Amia calva. Vooral Frodoichthys lijkt nauw verwant te zijn aan een Europese Trias-vorm, Prosantichthys, en aan de Panxianichthyiformes.

## Paleo-ecologie
Frodoichthys bewoonde ondiepe kustwateren, bevolkt door tal van andere vissen zoals Saurichthys, Perleidus, Marcopoloichthys, Gimlichthys, Lashanichthys en Kyphosichthys.